# MacPaw
MacPaw — компанія з розробки програмного забезпечення з головним офісом у Києві. Заснована в Києві 2008 року Олександром Косованом.
Компанія розробляє такі продукти: CleanMyMac X, Setapp, Gemini 2, The Unarchiver та інші. Найвідомішим продуктом MacPaw є застосунок CleanMyMac, що станом на 2020 р. мав понад 20 мільйонів завантажень. За твердженням компанії, її продуктами користуються понад 30 мільйонів людей по всьому світу.
Два продукти компанії MacPaw здобули престижну дизайнерську премію Red Dot Award: Gemini 2 2017-го та CleanMyMac X — 2021-го.

## Історія
Компанію MacPaw засновано 2008 року в Києві Олександром Косованом, який на той час був студентом Київського політехнічного інституту. Першим продуктом компанії став застосунок CleanMyMac на macOS для очищення та оптимізації комп'ютерів Apple. Код цієї програми написав сам Косован.
У січні 2017 року компанія запустила Setapp — власний сервіс програм за передплатою для Mac.
У липні 2017 року MacPaw придбала право власності на The Unarchiver, програму для розпакування файлів, у фінського розробника Дага Агрена.
У серпні 2017 року компанія придбала WALLPAPER WIZARD 2.
У грудні 2017 року MacPaw стала одним з інвесторів Paddle разом з BGF Ventures та ін..
У вересні 2018 року — запустила CleanMyMac X.
У квітні 2020 року CleanMyMac X з'явився в Mac App Store.
У листопаді 2020 року MacPaw запустила продукт ClearVPN.
У травні 2021 року компанія анонсувала плани із запуску музею техніки Apple та нового простору MacPaw Space.
У липні 2023 року компанія анонсувала запуск нового кібербезпекового підрозділу Moonlock, завданням якого буде розробка продуктів для посилення кібербезпеки користувачів Mac. Першим реалізованим проєктом у цьому напрямі став Moonlock Engine — нова технологія пошуку зловмисного програмного забезпечення, яку інтегрували в найпопулярніший продукт компанії — CleanMyMac X. Тепер модуль для виявлення вразливостей, а саме «Знешкоджувач загроз», працює на базі Moonlock Engine.
У березні 2024 року компанія запустила CleanMyPhone — мобільний застосунок на основі штучного інтелекту для очищення та впорядкування фотографій на iPhone та iPad.

## Діяльність
MacPaw розробляє програмне забезпечення для macOS, iOS, Android та Windows та має понад 10 продуктів, якими, за твердженням компанії, користується понад 30 мільйонів людей в усьому світу. Компанія базується у Києві, також має офіс у Каліфорнії.
У програми CleanMyMac понад 20 мільйонів завантажень, в основному зі США.
Компанія стверджує, що станом на 2020 рік, на кожному п'ятому комп'ютері Mac у світі встановлено додаток чи програму від MacPaw. У 2013 році офіс Facebook купив корпоративну ліцензію на 3500 комп'ютерів.
У 2014, Олександр Косован у партнерстві з Андрієм Довженком запустив венчурний seed-фонд SMRK на $10 млн, орієнтований на IT-стартапи на ранній стадії. З 2014 року фонд проінвестував $11,5 млн, зокрема в український проєкт SupportYourApp, стартап Esper Bionics, що розробляє роботизовану руку, групу fashion-брендів Love&Live На рахунку SMRK багатомільйонні екзити з Ajax і Preply.

## Музей пристроїв Apple у штаб-квартирі компанії
У штаб-квартирі MacPaw розміщена одна з найбільших у світі вінтажних колекцій справних Mac комп'ютерів зокрема та пристроїв Apple загалом, що налічує понад 323 експонати та включає Macintosh 128K, особисто підписаний Стівом Возняком.
Першу колекцію експонатів для музею придбав Олександр Косован у Нью-Йоркського Tekserve на аукціоні 2016 року. У колекції є такі раритетні моделі, як Apple III (1980), Apple Ile та Lisa, випущені 1983 року.

## Соціальна відповідальність
Компанія займається благодійністю, популяризує охорону та турботу про навколишнє середовище, підтримує розвиток науки, технологій, та IT-освіти в Україні.
З 2011 року компанія заохочує своїх фахівців займатися власними ініціативами, створивши корпоративну платформу-інкубатор MacPaw Labs.
У липні 2018 року організація запустила ініціативу підтримки соціальних проєктів #MacPawCares. Команда MacPaw допомогла реконструювати ботанічний сад ім. Фоміна та сходи біля станції метро «Університет», підсвітити костел Святого Миколая в Києві, озеленити громадський екологічний парк Samosad на Подолі.
У вересні 2018 року відбувся запуск Сортуй, застосунку, що допомагає користувачам сортувати сміття.
Компанія також допомагає збирати одяг для притулків, підтримує проєкти, що допомагають дітям, літнім людям, тваринам.
Деякі заходи з підтримки освіти — уроки програмування для школярів та гранти на навчання в Стенфордському університеті для українців — Stanford Emerging Leaders program.
У 2019 році разом з Міжнародним інститутом Empatia компанія виділила 200 грантів для вчителів на отримання короткострокового навчання по ненасильницької комунікації.
Також у 2019 році компанією було зроблено повне оновлення більшості комп'ютерного та Wi-Fi обладнання на українській антарктичній станції «Академік Вернадський», а у квітні 2021 року, за кошти MacPaw на арктичній станції було встановлено супутникову антену General Dynamics.
У 2020 році Олександр Косован разом з Ігор Ліскі, Вячеславом Климовим, фондом Відродження Джорджа Сороса, BMW Foundation, та Aimbulance, взяла участь в інвестиційному раунді проєкту Промприлад.Реновація, проінвестувавши $500 тис..
У рамках соціальних ініціатив, спрямованих на допомогу під час пандемії коронавірусу, компанія закупила 2000 захисних костюмів і 5 апаратів ШВЛ для українських лікарень, 2000 продуктових наборів для літніх людей, дітей учасників АТО, людей з обмеженими фізичними можливостями. Також MacPaw придбала пластик та 3D-принтери для друку захисних щитків для лікарів.

## Нагороди та відзнаки
У 2018 стала однією з п'яти українських IT-компаній, які потрапили в топ-5000 кращих бізнесів Європи за версією Inc. У 2019 році Fast Company назвала Setapp однією з найбільш інноваційних компаній в Європі.
Продукт Gemini 2 отримав звання Best of Mac App Store у 2012 році, а у 2017 став першою програмою для macOS, яка отримала дизайнерську премію Red Dot Award. У 2021 році цю нагороду також отримав CleanMyMac X.
У 2020 році MacPaw отримала міжнародну нагороду Shorty Awards Social Good Award за екопранк «The Revenge of the Junk» («Помста сміття»), який компанія провела в рамках екологічного проєкту #CleanMyCity. Кампанія отримала золото в категорії «Довкілля та сталий розвиток».
У лютому 2020 CleanMyMac отримав міжнародну дизайнерську премію If Design Award, ставши єдиним переможцем з України у 2020 році У 2021 — UX Design Award..

## Кризові події
15 лютого 2023 року до офісу компанії MacPaw та до її власника Олександра Косована з обшуками прийшли співробітники Спеціалізована екологічна прокуратура Офісу Генерального прокурора, Головне слідче управління національної поліції та оперативні працівники вилучили копії документів, а також був вилучений робочий комп'ютер. Обшуки стосувалися придбаної землі, на якій має будуватися комплекс рекреаційного відпочинку для працівників компанії — «Містечко MacPaw» (село Циблі).